# 国分パーキングエリア
国分パーキングエリア（こくぶパーキングエリア）は、鹿児島県霧島市国分上小川・国分上井の東九州自動車道上にあるパーキングエリア。

## 施設

### 上り線（末吉財部・鹿屋方面）
- 駐車場[1]
  - 大型：5台
  - 小型：10台
  - 二輪：4台
  - トレーラー：2台
  - 身障者用
    - 小型：2台
- トイレ[1]
  - 男性：大2（和式0・洋式2）・小3
  - 女性：5（和式1・洋式4）
  - 身障者用：1
- 災害対応型自動販売機[1]

### 下り線（加治木・鹿児島方面）
- 駐車場[2]
  - 大型：5台
  - 小型：10台
  - 二輪：4台
  - トレーラー：2台
  - 身障者用
    - 小型：2台
- トイレ[2]
  - 男性：大2（和式0・洋式2）・小3
  - 女性：5（和式1・洋式4）
  - 身障者用：1
- 災害対応型自動販売機[2]

## 隣
E78 東九州自動車道
(39) 末吉財部IC - 末吉財部TB - 国分PA - (40) 国分IC